# Lauber
Lauber ist ein deutscher Familienname.

## Namensträger
- Andreas Meyer-Lauber (* 1952), deutscher Gewerkschafter, NRW-Vorsitzender des DGB
- Anne Lauber (* 1943), schweizerisch-kanadische Komponistin und Musikpädagogin
- Anne Lauber-Rönsberg, deutsche Rechtswissenschaftlerin
- Anselm Lauber (1920–1995), Schweizer Elektroingenieur
- Anton Lauber (* 1961), Schweizer Politiker (CVP)
- Arnd Lauber (* 1976), deutscher Schachspieler
- Arthur Lauber (* 1944), österreichischer Komponist, Musiker und Produzent
- Auguste Lauber (1810–1880), deutsche Theaterschauspielerin
- Ben Lauber (21. Jh.), deutscher Musiker und Komponist
- Brigitta Schmidt-Lauber (* 1965), deutsche Ethnologin und Hochschullehrerin
- Cécile Lauber (1887–1981), Schweizer Schriftstellerin
- Diebold Lauber (vor 1427–nach 1471), Betreiber einer Schreiberwerkstatt mit Handschriftenhandel
- Dezső Lauber (1879–1966), ungarischer Sportler und Architekt
- Emile Lauber (1866–1935), Schweizer Dirigent, Komponist und Musikpädagoge
- Friederike Lauber (1935–1996), österreichische Tischtennisspielerin, siehe Friederike Scharfegger
- Fritz Lauber (1917–1988), Schweizer Architekt und Denkmalpfleger
- Gerold Lauber (* 1956), Schweizer Politiker
- Hans Lauber (Mediziner) (1876–1952), Schweizer Augenarzt und Hochschullehrer
- Hans Lauber (Politiker) (1921–2000), deutscher Politiker (SPD)
- Hans Lauber (Lehrer) (* 1935), deutscher Lehrer und Kulturmanager
- Hans-Christoph Schmidt-Lauber (1928–2009), deutscher Theologe
- Heinrich Lauber (1899–1979), deutsch-britischer Mediziner
- Janis Lauber (* 1999), Schweizer Unihockeyspieler
- Johann Christian Lauber (1732–1785), deutscher Tischlermeister
- Joseph Lauber (Theologe) (1744–1810), österreichischer katholischer Pastoraltheologe
- Joseph Lauber (Komponist) (1864–1952), Schweizer Komponist
- Karl Lauber (1820–1902), österreichischer Feldmarschallleutnant
- Kurt Lauber (1893–1971), deutscher Maler und Bildhauer
- Maria Lauber (1891–1973), Schweizer Schriftstellerin
- Matthias Lauber (1977–2010), Schweizer Eishockeyspieler
- Michael Lauber (* 1965), Schweizer Bundesanwalt
- Robert Lauber (1906–1942), deutscher römisch-katholischer Geistlicher und Märtyrer
- Rudolf Lauber (1930–2017), deutscher Elektroingenieur und Informatiker
- Stephan Lauber (* 1970), deutscher Theologe und Hochschullehrer
- Theo Lauber (1914–1999), deutscher Kommunalpolitiker
- Ulrike Lauber (* 1955), deutsche Architektin und Professorin
- Volkmar Lauber (* 1944), österreichischer Politikwissenschaftler, Jurist und emeritierter Hochschullehrer
- Wolfgang Lauber (1936–2022), deutscher Architekt und Hochschullehrer